# Елизабет фон Лойхтенберг (1325–1361)
Елизабет фон Лойхтенберг (на немски: Elisabeth von Leuchtenberg; * ок. 1330/1325 в Лойхтенберг; † 25 юли 1361) е ландграфиня от Лойхтенберг и чрез женитба графиня на Хенеберг-Шлойзинген.

## Произход
Тя е дъщеря на ландграф Улрих I фон Лойхтенберг (1293 – 1334) и втората му съпруга Анна фон Нюрнберг (1314 – 1340), дъщеря на бургграф Фридрих IV фон Нюрнберг (1287 – 1332) и принцеса Маргарета от Каринтия (1290 – 1348). Сестра е на Улрих II (* 1328; † 1378) и Йохан I (1330; † 1407).

## Фамилия
Елизабет фон Лойхтенберг се омъжва през 1349/1350 г. за граф Йохан I фон Хенеберг-Шлойзинген (* 1289; † 2 май 1359), по-малкият син на граф Бертхолд VII Мъдрия (1272 – 1340) и Аделхайд фон Хесен (1268 – 1315), дъщеря на Хайнрих I. Те имат децата:
- Елизабет (* 1351; † 24 април 1397), ∞ ок. 1366 г. за княз Йохан II фон Анхалт--Цербст (1341 – 1382)
- Анна († 27 юли 1385), ∞ 1369 г. за Готфрид III фон Хоенлое-Уфенхайм-Ентзе (1344 – 1390), син на Лудвиг фон Хоенлое († 1356)
- Хайнрих XI фон Хенеберг-Шлойзинген (* 19 юни 1352; † 26 декември 1405), ∞ на 4 юли 1376 г. за Матилда фон Баден (1368 – 1425), дъщеря на маркграф Рудолф VI фон Баден († 1372)
- Бертхолд XII (VIII, XV) (* 1356; † 11 февруари 1416), домхер в Бамберг
- Йохан II (* ок. 1358; † пр. 10 април 1360)
- Алберт, ∞ за Анна цу Щолберг
- Херман VI († сл. 10 март 1373)
- Фолкмар